# 瓦格納冰山麓
瓦格納冰山麓（英語：Wagner Ice Piedmont），是南極洲的冰山麓，位於帕爾默地，處於羅斯柴爾德島西南部，長17公里、寬7公里，由美國研究隊發現和拍攝空中照片，現時由南極條約體系管理。